# Shaun of the Dead: Music from the Motion Picture
Shaun of the Dead: Music from the Motion Picture é a trilha sonora do filme Shaun of the Dead por Pete Woodhead e Daniel Mudford. É um pastiche das trilhas sonoras de filmes de zumbis italianos por artistas como Goblin e Fabio Frizzi. O álbum foi lançado no dia 4 de outubro de 2005.
Uma pequena parte do vídeo de música do single "Panic" da banda The Smiths é mostrada no filme, onde a parte "Panic on the streets of London" (traduzido literalmente como: "pânico nas ruas de Londres") pode ser ouvida enquanto Shaun está mudando os canais de televisão. Também a música "Don't Stop Me Now" pelo Queen é ouvida durante a cena em que o grupo de sobreviventes de Shaun bate com tacos de sinuca no "zumbificado" dono do pub ao ritmo da música. Em adição, "Kernkraft 400" por Zombie Nation é ouvida durante uma cena em que Shaun se encontra no ônibus indo para casa.
| Críticas profissionais                                                      | Críticas profissionais |
| Avaliações da crítica                                                       | Avaliações da crítica  |
| Fonte                                                                       | Avaliação              |
| --------------------------------------------------------------------------- | ---------------------- |
| Allmusic                                                                    | [ 1 ]                  |
| Esta tabela precisa de ser acompanhada por texto em prosa. Consulte o guia. |                        |

| Shaun of the Dead: Music from the Motion Picture |                                                  |                                                    |         |  |
| N.º                                              | Título                                           | Música                                             | Duração |  |
| 1.                                               | "Figment"                                        | S. Park                                            | 0:36    |  |
| 2.                                               | "The Blue Wrath"                                 | I Monster                                          | 1:41    |  |
| 3.                                               | "Mister Mental"                                  | The Eighties Matchbox B-Line Disaster              | 2:59    |  |
| 4.                                               | "Meltdown"                                       | Ash                                                | 3:17    |  |
| 5.                                               | "Don't Stop Me Now"                              | Queen                                              | 3:24    |  |
| 6.                                               | "White Lines (Don't Don't Do It)'"               | Grandmaster Flash and the Furious Five e Melle Mel | 4:35    |  |
| 7.                                               | "Hip Hop, Be Bop (Don't Stop)"                   | Man Parrish                                        | 3:03    |  |
| 8.                                               | "Zombie Creeping Flesh"                          | Pete Woodhead e Daniel Mudford                     | 0:42    |  |
| 9.                                               | "Kernkraft 400 (Osymyso Remix)"                  | Zombie Nation                                      | 3:20    |  |
| 10.                                              | "Fizzy Legs"                                     | Pete Woodhead e Daniel Mudford                     | 2:27    |  |
| 11.                                              | "Soft"                                           | Lemon Jelly                                        | 4:33    |  |
| 12.                                              | "Death Bivouac"                                  | Pete Woodhead e Daniel Mudford                     | 0:36    |  |
| 13.                                              | "The Gonk (Kid Koala Remix)"                     | The Noveltones                                     | 1:46    |  |
| 14.                                              | "Envy the Dead"                                  | Pete Woodhead e Daniel Mudford                     | 0:46    |  |
| 15.                                              | "Ghost Town"                                     | The Specials                                       | 5:30    |  |
| 16.                                              | "Blood in Three Flavours"                        | Pete Woodhead e Daniel Mudford                     | 3:33    |  |
| 17.                                              | "Panic"                                          | The Smiths                                         | 2:04    |  |
| 18.                                              | "Everybody's Happy Nowadays'"                    | Ash com Chris Martin (originalmente por Buzzcocks) | 3:28    |  |
| 19.                                              | "You're My Best Friend"                          | por Queen                                          | 2:56    |  |
| 20.                                              | "You've Got Red on You: Shaun of the Dead Suite" | Pete Woodhead e Daniel Mudford                     | 10:36   |  |
| 21.                                              | "Normality"                                      | Pete Woodhead e Daniel Mudford                     | 3:33    |  |
| 22.                                              | "Fundead"                                        | Pete Woodhead e Daniel Mudford                     | 1:37    |  |
| Duração total:                                   | Duração total:                                   | Duração total:                                     | 70:02   |  |